# Изабел (Светът на диска)
Изабел (на английски: Ysabell) е литературна героиня в романи от поредицата „Светът на Диска“ на британския писател Тери Пратчет.
Тя е осиновена дъщеря на Смърт. Той е спасил живота ѝ като дете, когато семейството ѝ е загинало във Великата Нефска пустиня. Не е ясно защо го е направил; Изабел казва: „Той не може да изпитва жалост, но може да си е мислел за нея“.
При първото си появяване Изабел е шестнайсетгодишно момиче със сребриста коса и сребристи очи. Оказва се, че тя е на шестнайсет вече от трийсет и пет стандартни години на Света на Диска (причината за това е, че в Дома на Смърт времето не тече). Когато Морт я среща за пръв път, впечатлението му е за „прекалено много шоколади“. Също така, тя си пада много по розовото.
Изабел се появява за пръв път във „Фантастична светлина“. Там тя среща Ринсуинд, и е учудена, че той всъщност не е умрял. (Което е могло да не продължи дълго, ако не е била намесата на Багажа.) По време на събитията в „Морт“ става ясно, че Изабел умее да върши работата на баща си. До пристигането на Морт тя споделя дома си (тоест, Домът на Смърт) със слугата на Смърт, Албърт. По-късно Изабел се омъжва за Морт, и двамата стават Дук и Дукеса на Сто Хелит (след като истинският Дук на Сто Хелит е убит по време на дуел), и родители на Сюзън.
Изабел умира заедно със съпруга си при катастрофа на колесницата им в началото на „Музика на душата“. Преди това Смърт им е предложил да продължи тяхното съществуване, но те са отказали, тъй като това няма да е същото, както да удължи живота им истински.